# Церковь объединения Норвегии
Церковь объединения Норвегии (норв. Enhetskirken) — норвежское отделение Церкви объединения, основанное в 1969 году. Организация является частью международного движения, основанного Мун Сон Мёном, и занимается распространением учения о «Божественном принципе», а также социальными и межрелигиозными проектами.

## История
Расширение Церкви объединения в Европу началась в 1969 году, когда Мун Сон Мён поручил немецким миссионерам организовать деятельность в Скандинавии. В декабре 1969 года Ингрид Шнайдер (1938—2004), бывшая учительница иностранных языков, прибыла в Осло по просьбе Пауля Вернера, куратора германского отделения церкви. Её усилия привели к созданию первой общины: уже к концу года к движению присоединилась Йоханна Солберг из Мосса. В 1970 году активное участие приняли Рагнхильд Тандберг из Ларвика и другие молодые женщины, а к 1972 году в движение влились мужчины, включая Вигго Йёргенсена и Хальварда Иверсена.
Важным этапом стало издание в 1972 году норвежского перевода книги «Божественный принцип» — основного текста учения. Тираж в 5 000 экземпляров распространялся по всей стране. К 1973 году община приобрела здание на улице Колбьёрнсенсгате в Осло, которое стало центром обучения и собраний. Позже, в 1975 году, штаб-квартира переместилась в бывшее здание австрийского посольства на Хальвдан Свартесгате 44, где оставалась до 1999 года. В середине 1970-х годов активизировалась международная деятельность. Норвежские члены участвовали в миссиях в Японии, Южной Корее и Глазго, где в 1979 году под руководством Вигго Йёргенсена работали около 20 норвежцев. В 1976 году была создана вокальная группа «Helhjertet», выступавшая в больницах и домах престарелых, а также на телевидении в программе «Husker du?». В 1979 году Церковь объединения Норвегии внедрила концепцию «домашних церквей», направленную на работу с семьями в локальных сообществах. Штаб-квартира расположена в Осло на Колбьёрнсенсгате. Церковь продолжает участвовать в межрелигиозных диалогах и образовательных проектах, сохраняя акцент на семейных ценностях и универсальном понимании Бога.

## Руководство
С 1969 по 1975 год церковью руководила Ингрид Шнайдер. С 1975 по 1994 год — Вигго и Ингрид Йоргенсен. С 1994 по 2008 год — Кнут Хольдхус, С 2008 по 2022 год — Штайнар Муруд. С 2022 года церковью руководит Томас Йохансен. 

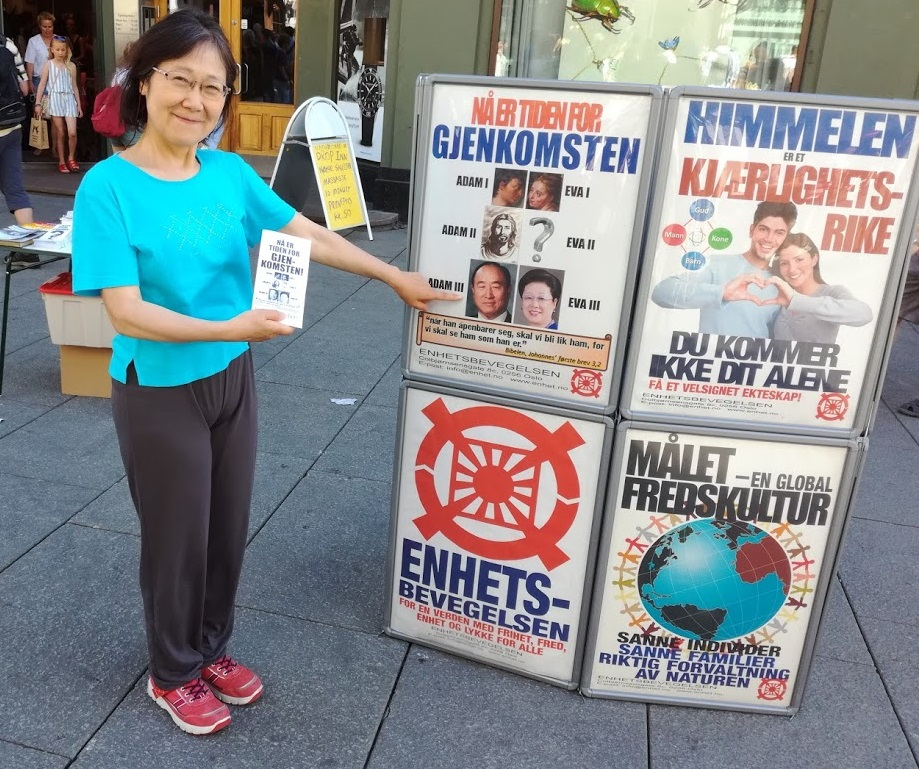
Уличное свидетельствование, Церковь объединения, Осло, Норвегия, 2017 год